# Steve Lomas
Pour les articles homonymes, voir Lomas.
Stephen Martin Lomas, couramment appelé Steve Lomas, est un footballeur puis entraîneur nord-irlandais, né le 18 janvier 1974 à Hanovre en Allemagne. Évoluant au poste de milieu de terrain, il est principalement connu pour ses saisons à Manchester City, West Ham United et Queens Park Rangers ainsi que pour avoir été sélectionné en équipe d'Irlande du Nord. Il a entraîné St Johnstone et Millwall.

## Biographie

### Carrière en club
Natif de Hanovre en Allemagne où son père, soldat, était stationné, il vit quelque temps à Hong Kong avant de s'installer avec sa famille à Coleraine en Irlande du Nord, à l'âge de deux ans. il devient professionnel en signant à Manchester City en 1991. Il devient rapidement un joueur important de l'équipe première. Son passage au club est malheureusement marqué par un but contre son camp marqué lors de la dernière journée de la saison 1995-96, conclu par un match nul 2-2 contre Liverpool à Maine Road et une relégation en Division One à la différence de buts.
Recruté par West Ham United en 1997 pour 2 500 000 £, il joue son premier match pour les Hammers le 9 avril 1997 avec un match nul 0-0 contre Middlesbrough. Son premier but pour le club est inscrit le 3 décembre 1997 lors d'une défaite 1-4 contre Crystal Palace. Il joue un total de 227 matches officiel pour West Ham United avec 13 buts inscrits, devenant capitaine et remportant la Coupe Intertoto 1999. Cette victoire en Coupe Intertoto lui permet de participer à la Coupe de l'UEFA lors de la saison 1999-2000. Steve Lomas dispute quatre matchs lors de cette compétition.
Le 31 août 2005, il rejoint gratuitement les Queens Park Rangers, où il reste jusqu'en mai 2007. Il rejoint ensuite Gillingham le 31 juillet 2007, club qu'il quitte le 31 janvier 2008. 
Son bilan dans les championnats anglais s'élève à 364 matchs joués, pour 20 buts marqués.

### Carrière internationale
Il reçoit 45 sélections en équipe d'Irlande du Nord entre 1994 et 2003 (44 sélections reconnues par la FIFA), pour 3 buts inscrits.
Il joue son premier match en équipe nationale le 23 mars 1994 en amical contre la Roumanie (victoire 2-0). Sa dernière sélection a lieu le 2 avril 2003, contre la Grèce, dans le cadre des éliminatoires de l'Euro 2004 (défaite 0-2).
Il inscrit son premier but avec l'Irlande du Nord le 20 avril 1994, contre le Liechtenstein, dans le cadre des éliminatoires de l'Euro 1996 (victoire 4-1). Il marque son deuxième but le 25 mars 1998, en amical contre la Slovaquie (victoire 1-0). Son dernier but est inscrit le 13 février 2002, contre la Pologne, en amical (défaite 1-4).
Steve Lomas dispute 9 matchs comptant pour les éliminatoires du mondial 1998, et 3 matchs comptant pour les éliminatoires du mondial 2002.
De 1997 à 2003, il porte à 17 reprises le brassard de capitaine de la sélection nord-irlandaise.

### Carrière d'entraîneur
Après avoir quitté Gillingham, il rejoint l'encadrement technique de Norwich City, avant de devenir entraîneur-joueur de St Neots Town (en) jusqu'en juillet 2010. Sous sa direction, le club connaît sa meilleure saison en 40 ans. Il quitte le club afin de rechercher un poste dans un club plus ambitieux.
En février 2011, il devient l'entraîneur de la réserve de West Ham United. Il reste à ce poste jusqu'en novembre 2011, où il prend alors en charge l'équipe écossaise de Saint Johnstone, après le départ de Derek McInnes. Peu après son installation, il finalise l'arrivée de Tommy Wright pour que celui-ci soit son adjoint.
Lors de sa première saison à Saint Johnstone, il termine le championnat à la 6e place, soit le meilleur classement du club depuis 1999, et qualifie le club pour la Ligue Europa 2012-13 (où l'équipe sera éliminée par les Turcs d'Eskişehirspor Kulübü).
Lors de la saison 2012-13, il reçoit le trophée d'entraîneur du mois de la Scottish Premier League pour le mois de septembre, ce qui constitue une première pour un entraîneur de St Johnstone. Il réussit à cette occasion la meilleure série de résultats pour St Johnstone depuis 1971, et se retrouve à ce moment de la saison à la 2e place du championnat, derrière le Celtic.
Son nom commence même à figurer dans les short lists de clubs anglais tels que Bournemouth, Burnley, Fleetwood Town, Doncaster Rovers et Coventry City.
Il termine toutefois sa deuxième saison à St Johnstone, ce qui constitue sa première saison entière, à la 3e place, décrochant de nouveau une qualification pour la Ligue Europa, ce qui confirme l'intérêt des clubs anglais. C'est finalement le club de Millwall qui fait signer Lomas le 6 juin 2013.
Malheureusement, ses résultats ne sont pas concluants et il est renvoyé de son poste le 26 décembre 2013.

#### Statistiques
Au 10 novembre 2014.
| Équipe       | Depuis          | Jusqu'au         | Matches | Victoires | Nuls | Défaites | % Victoires |
| ------------ | --------------- | ---------------- | ------- | --------- | ---- | -------- | ----------- |
| St Johnstone | 3 novembre 2011 | 6 juin 2013      | 73      | 27        | 20   | 26       | 36,99       |
| Millwall     | 6 juin 2013     | 26 décembre 2013 | 24      | 6         | 6    | 12       | 25,00       |

## Palmarès
- West Ham United :
  - Coupe Intertoto : 1999